# Лесная фразерия
Лесная фразерия (лат. Fraseria ocreata) — вид птиц из семейства мухоловковых. Выделяют три подвида.

## Распространение
Ангола, Бенин, Камерун, ЦАР, Республика Конго, Демократическая Республика Конго, Кот-д’Ивуар, Экваториальная Гвинея, Габон, Гана, Гвинея, Либерия, Нигерия, Сьерра-Леоне и Уганда.

## Описание
Длина тела 18 см. Вес 28—42 г (номинативный подвид) и 30—32 г (prosphora). Голова и верхние части тела самцов номинативного подвида тёмно-шиферно-серые, чернее на лбу и макушке.

## Биология
Питаются в основном насекомыми, включая мотыльков, гусениц Lepidoptera, жуков, муравьев, термитов с крыльями. Не совершают миграций, живя в одних и тех же местах весь год, как минимум, в северо-восточной части Габона и, предположительно, также в прочих областях ареала.

## Охранный статус
МСОП присвоил виду охранный статус LC.